# La leggenda di Magda Searus
La leggenda di Magda Searus, scritto da Terry Goodkind, è un prequel del ciclo La spada della verità, ambientato 3000 anni prima le vicende della saga fantasy. È stato pubblicato direttamente dall'autore e, a parte trecento copie della Limited Collector's Edition, è disponibile come e-book e audiolibro, ma da maggio 2013 è stato messo in vendita nelle librerie anche come libro con copertina rigida.

## Trama
Mentre una guerra violenta e sanguinosa oppone il Vecchio al Nuovo Mondo, i maghi di Aydindril, nelle Terre Centrali, lavorano febbrilmente per escogitare contromisure alle armi dell'imperatore Sulachan e per inventarne di nuove. Proprio allora il Primo Mago Baraccus si toglie la vita senza alcuna spiegazione apparente gettandosi dalla torre più alta del mastio. Sua moglie, Magda Searus, non riesce a capire le motivazioni del suo gesto. Dopo aver trovato un messaggio lasciatole dal marito, dà inizio a una difficile e pericolosa ricerca della verità, che la condurrà fino ad incontrare una spiritista di nome Isidore nei recessi del mastio del mago. Purtroppo, prima che questi possa aiutare Magda, viene uccisa violentemente da una creatura. Magda, riuscitasi a salvare, viene avvicinata da Alric Rahl, sovrano del D'Hara (geografia e storia). Il maestro del D'Hara le fa capire la pericolosità dei Tiranni dei sogni, capaci di insinuarsi come spie nelle menti delle persone e assumerne il controllo: esseri che stanno diffondendo il panico nelle truppe del Nuovo Mondo. Alric Rahl, sovrano del D'Hara, è l'unica persona in grado di aiutarla, ma a quale prezzo? Sarà l'incontro con il mago Merritt, un artefice dotato di notevoli conoscenze e straordinari poteri, che cambierà la sua vita per sempre; infatti insieme al mago, Magda, creerà l'oggetto più potente mai pensato o solo lontanamente immaginato, la Spada della Verità, facendola diventare la prima Depositaria.

## Personaggi
- Magda Searus
- Merritt
- Lothain
- Barraccus
- Tilly
- Isidore
- Quinn
- Alric Rahl
- Sadler
- Elder Cadell
- Guymer
- Consigliere Weston
- Consigliere Hambrook
- Sulachan
- Naja Moon
- Ombra